# Chris Hogg
Chris Hogg, właśc. Christopher Francis Hogg (ur. 21 marca 1985 w Middlesbrough) – angielski piłkarz grający na pozycji środkowego obrońcy. W swojej karierze rozegrał 165 spotkań i zdobył 3 bramki w Scottish Premier League.